# Apoldu de Jos
Apoldu de Jos es una comuna ubicada en el distrito de Sibiu, Rumania.

## Superficie
Posee una superficie de 48,83 kilómetros cuadrados.

## Demografía
Hasta 2021 la población era de 1184 habitantes, con una densidad de población de 24,25 habitantes por kilómetro cuadrado.